# From a Distance
From a Distance è un brano musicale del 1985 scritto dalla cantautrice statunitense Julie Gold. La canzone venne presentata alla cantante statunitense Nanci Griffith, che lo interpretò per la prima volta nel suo quinto album in studio Lone Star State of Mind, uscito nel 1987.

## Versione di Bette Midler
Nel 1990 la cantante e attrice statunitense Bette Midler ha inserito la sua versione del brano nel suo settimo album in studio Some People's Lives. Nel 1991 la canzone ha ottenuto il Grammy Award alla canzone dell'anno.
Bette Midler ha ri-registrato la canzone nel 2006 per il suo album natalizio Cool Yule.

### Tracce
- 7" (UK)/Cassetta (USA)

1. From a Distance
2. One More Round

- CD Maxi (UK)/12" (UK)

1. From a Distance
2. One More Round
3. Wind Beneath My Wings
4. The Rose

- CD Maxi (USA)

1. From a Distance (Christmas Version)

### Classifiche
| Classifica (1990-1991) | Posizione raggiunta |
| ---------------------- | ------------------- |
| Regno Unito            | 6                   |
| Stati Uniti            | 2                   |

## Versione di Cliff Richard
Il cantante britannico Cliff Richard ha registrato il brano nello stesso periodo, ovvero nel 1989, pubblicandolo l'anno seguente nel suo album dal vivo From a Distance: The Event.

### Tracce
- 7" (UK)

1. From a Distance
2. Lindsay Jane II

### Classifiche
| Classifica (1990) | Posizione raggiunta |
| ----------------- | ------------------- |
| Regno Unito       | 11                  |

## Altre versioni
- Nel 2011 la canzone è diventata un singolo di beneficenza in Irlanda a sostegno di Magdalene Survivors Together, un ente di beneficenza istituito nel luglio 2009 da Gerard Boland incentrato sull'aspetto dei diritti umani delle Case Magdalene. Il singolo ha avuto la partecipazione vocale di un gran numero di artisti: Sinéad O'Connor, Tommy Fleming, Brian Kennedy, Daniel O'Donnell, Ann Scott, Moya Brennan, Charlie Landsborough, Patrick Sheehy, Lumiere e lo Scottish Glasgow Gospel Choir.
- La cantante statunitense Judy Collins ha inciso il brano nel suo album Fires of Eden (1990).
- Il gruppo rock The Byrds ha inciso una cover per il boxset del 1990 The Byrds.
- La cantante di musica country statunitense Kathy Mattea ha pubblicato il brano nel 1991 nell'album Time Passes By.
- La cantante e attrice inglese Elaine Paige ha inciso il brano nell'album Love Can Do That (1991).
- Il cantante scozzese-statunitense John Barrowman ne ha realizzato una cover per l'album Music Music Music, uscito nel 2008.